# Charlotte Praechter
Charlotte Praechter (* 3. November 1918 in Neu Rachow, Kreis Teterow) ist eine ehemalige deutsche Fabrikarbeiterin und Funktionärin des Demokratischen Frauenbundes Deutschlands (DFD). Sie war Abgeordnete der Volkskammer der DDR.

## Leben
Die Tochter eines Fischermeisters besuchte die Volksschule in Alt Rachow und arbeitete von 1936 bis 1938 als Hausmädchen.  
Ab 1950 war sie als Arbeiterin und ab 1953 als Brigadeleiterin in der Rostocker Marmeladen-, Konserven- und Essigfabrik (ROKOMA) beschäftigt. Sie wurde 1951 Mitglied des DFD und des FDGB. 1955 wurde sie BGL-Vorsitzende in ihrem Betrieb.
Von 1954 bis 1963 war sie als Mitglied der DFD-Fraktion Abgeordnete der Volkskammer. 1955 trat sie der SED bei. Sie war Mitglied des ständigen Ausschusses für Wirtschafts- und Finanzfragen der Volkskammer. Ab 1957 war sie Mitglied des Bezirksvorstandes Rostock der Gewerkschaft Handel, Nahrung und Genuss. Ab 1958 war sie Mitglied der Leitung der Betriebsparteiorganisation (BPO) der SED und stellvertretende Vorsitzende des DFD-Bezirksvorstandes Rostock. 

## Auszeichnungen
- 1954 Aktivist des Fünfjahrplanes
- 1957 Silberne Ehrennadel des DFD